# 三忠碑
三忠碑（さんちゅうひ）とは、天正17年（1589年）に起こった摺上原の戦いにおいて主君の危急を救うために戦死した蘆名氏の家臣三名（金上盛備・佐瀬種常・佐瀬常雄）の忠誠心を後世に伝えるために建てられた石碑である。嘉永3年（1850年）に会津藩主・松平容敬が古戦場跡に建立した。碑文は儒学者・高津泰の撰で、書は唐の顔真卿の書体を集めて刻んだ。碑は福島県耶麻郡猪苗代町長田の五十軒集落の北側に位置しており、この辺りは江戸時代は二本松街道が通っていた。なお、碑は現在猪苗代町史跡に指定されている。